# جي بي يو-12
جي بي يو-12 (بالإنجليزية: GBU-12 II PAVEWAY)‏: قنبلة جوية موجهة بالليزر، تستخدم للأغراض العامة، زنة 500 رطل، من صنع أمريكي، صنعت استنادا إلى قنبلة مارك 82، ولكن مع إضافة باحث ليزر مثبت على الأنف وزعانف للاسترشاد. وهي من فئة قنابل بيفواي (PAVEWAY)، ودخلت في الخدمة منذ 1976 . حاليا في الخدمة مع القوات الجوية الأمريكية، والبحرية الأمريكية، وقوات مشاة البحرية الأمريكية (المارينز)، والقوات الجوية الملكية الكندية، والقوات الجوية الكولومبية، ومختلف القوات الجوية لدول حلف شمال الأطلسي وايضا في القوات الجوية الملكية السعودية.

## الاستخدام في الحروب
استخدم في التدخل العسكري في اليمن